# Barbareum
"Barbareum" (ukr. Барбареум lub Варвареум) – nazwa pierwszego greckokatolickiego seminarium duchownego, założonego przez cesarzową Marię Teresę w 1774 w Wiedniu.

## Historia
Powstało przy cerkwi pw. św. Barbary, w celu kształcenia kapłanów greckokatolickich dla całego Cesarstwa Austriackiego, a później Austro-Węgier. Oficjalna nazwa brzmiała: "Королівська греко-католицька Генеральна Семінарія у Відні при св. Варварі"/"Regium generale Seminarium Graeco-Catholicum Viennae ad Sanctam Barbaram", jednak powszechnie używano nazwy "Barbareum".
Przez 10 lat istnienia seminarium (do 1784) wykształcono 46 greckokatolickich studentów. Wśród absolwentów "Barbareum" było 6 biskupów, 10 profesorów uniwersytetów lub seminariów, 8 rektorów seminariów i 10 pisarzy. Do absolwentow należeli m.in. Mikołaj Skorodyński, Anton Anhełłowycz, Petro Pasławśkyj, Josyp Łewyćkyj, Antin Dobrianśkyj, Iwan Snihurśkyj, Mychajło Harasewycz.
W 1784 założono Greckokatolickie Seminarium Generalne we Lwowie, gdzie kontynuowali swoje studia studenci "Barbareum" pochodzący z Galicji, natomiast samo "Barbareum" zostało zamknięte w tym samym roku.
Ponownie "Barbareum" uruchomiono w 1803, i działało do 13 lipca 1893, kiedy to zostało rozwiązane rozporządzeniem cesarskim.

## Rektorzy
- Hryhorij Szaszkewycz (1858-1867)
- Julian Pełesz (1874-1885)

## Literatura
- Plöchl W., St. Barbara zu Wien: die Geschichte der griechisch-katholischen Kirche und Zentralpfarre St. Barbara (2 vols), 1975.
- Dariusz Maciak - "Próba porozumienia polsko-ukraińskiego w Galicji w latach 1888-1895", Warszawa 2006, ISBN 978-83-235-0276-0